# Goodenoughland
Goodenoughland is een schiereiland in Nationaal park Noordoost-Groenland in het oosten van Groenland. Het is een van de schiereilanden in het fjordensysteem van het Koning Oscarfjord.
Het schiereiland is vernoemd naar admiraal William Goodenough, die toen voorzitter was van de Royal Geographical Society in Londen.

## Geografie
Het schiereiland wordt in het noordwesten begrensd door de Nordenskiöldgletsjer, in het noordoosten door het Keizer Frans Jozeffjord en het Kjerulffjord en in het zuidoosten door de Hisingergletsjer. In het westen is het schiereiland verbonden met ander land. In het zuidoosten is ze ook verbonden met Suessland over een afstand van ongeveer tien kilometer.
Aan de overzijde van het water/ijs ligt in het noorden Frænkelland, in het oosten Suessland en in het zuidoosten met Gletscherland.

### Gletsjers
Op Goodenoughland bevinden zich meerdere gletsjers. Dit zijn naast de Nordenskiöldgletsjer en de Hisingergletsjer onder andere de Passagegletsjer en de Verenagletsjer.